# يلو دوغ لينكس
يلو دوغ لينكس (بالإنجليزية: Yellow Dog Linux)‏ هي توزيعة لينكس حرة ومفتوحة المصدر ملغية مصممة للحوسبة عالية الأداء متعددة النوى والمعماريات.